# Porte du Jour
Ne doit pas être confondu avec Porte du Point-du-Jour.
La porte du Jour est une voie située dans le 1er arrondissement de Paris, en France.

## Situation et accès
La porte du Jour comporte les tronçons suivants :
1. 1er tronçon : accès au niveau du sol (rue Coquillière, rue du Jour et rue Rambuteau), conduisant aux réalisations en sous-sol, sous le jardin des Halles, du secteur ouest des Halles (Forum des Halles) ;
2. 2e tronçon : galerie longeant la serre, située au niveau -2 du secteur ouest des Halles à partir du 1er tronçon et reliant la place de la Rotonde au niveau -3.

## Origine du nom
Elle tient son nom de la rue du Jour.

## Historique
Cette voie est créée lors de l’aménagement du secteur ouest du Forum des Halles.
La porte du Jour a été dénommée par l’arrêté municipal du 2 avril 1985 pour le 1er tronçon et par l’arrêté municipal du 26 août 1985 pour le 2e tronçon. 

## Lieux particuliers
- Palier au niveau -1 du Forum des Halles :
  - Sortie des salles du cinéma UGC Ciné Cité Les Halles
  - 14, porte du Jour : académie de billard du Billard Club parisien
- Palier au niveau -2 du Forum des Halles : 
  - Entrée des salles du cinéma UGC Ciné Cité Les Halles